# 배우체

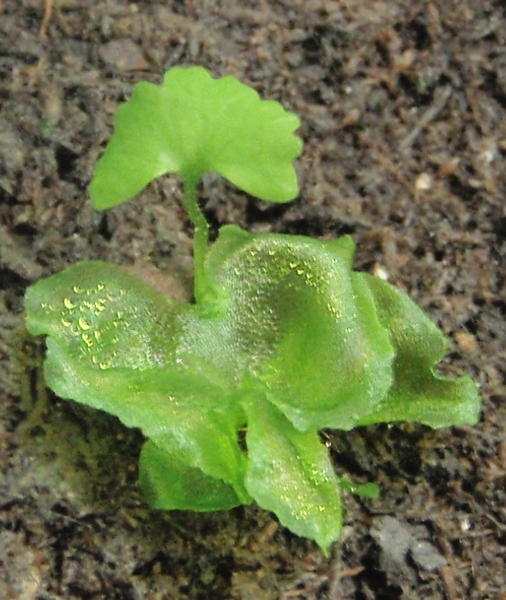
고사리류 식물(Onoclea sensibilis)의 배우체. 일반적으로 우리가 보는 '고사리'(포자체)와는 모습과 크기가 다르다.

배우체(配偶體, 영어: gametophyte)는 세대교번 생활사에서 홑배수체(핵상:n) 세대의 개체를 일컫는 말이다. 배우체는 반수체 포자의 유사분열로 형성되며, 암수 구분이 있는 경우 암배우체와 수배우체로 부른다. 이들은 각각 유사분열을 통해 생식세포(정자와 난자)를 형성하고, 이들이 수정되면 이배체의 접합자가 형성된다. 접합자는 유사분열을 통해 포자체 개체로 성장한다.

## 같이 보기
- 세대교번
- 포자체